# 同乐园
共樂園是位于中国广东省珠海市香洲区唐家湾镇的一处园林建筑，位于镇鹅峰山北麓的山房路99号。始建于1910年，原为唐绍仪的私家园林。因他收藏有一件“小玲珑水晶球”，曾取名“小玲珑山馆”。1914年作过扩建。1921年再次扩建时改名“共乐园”。1932年，唐绍仪任广州国民政府常委兼中山模范县县长期间，公开将该园捐献给唐家村。他曾写有：“开门任便来宾客，看竹何须问主人”一联，挂于园内。后曾于1982年扩建，改名“唐家湾公园”，1986年公布为珠海市文物保护单位并恢复原名，2008年11月，与望慈山房同作为唐绍仪故居，核定公布为第五批广东省文物保护单位。

## 园林布局
园林占地面积3．4万平方米，种有名贵树木花卉和荔枝。主要建筑物有观星阁、田园别墅(私人办室)、暖房(花卉温室)、网球场、待鸽巢、石门坊和六柱亭等。除“莲池九寸龙”、“盘树孤棺”、“九曲桥”等景点外，鹅峰山下还有“百步梯”、“六柱亭”。同时有黄腊石、戮鱼石、铁钟、石刻、石狮子等文物展出。

### 观星阁
观星阁是当年唐绍仪私人天文台，两进两层楼房，前厅为长方形，有铁板护梯上二楼天台；后进为圆形，有砖砌梯级，自后进入二楼，直径5．4米。后进二楼拱顶绘有星座示意图。观星阁前的空地原为网球场。

### 石门坊
石门坊原在公园入口处，高3．65，阔2．46米，门额横书阴刻“共乐园”3字，是唐绍仪手迹。门联行书阴刻：“十年树木，百年树人；智音乐山，仁者乐水”，落款：“少川先生邀游共乐园李教民国十年汪兆铭题”。